# Растон (Луизиана)
Растон (англ. Ruston) —  город и административный центр прихода Линкольн в штате Луизиана в Соединённых Штатах Америки.
Согласно проведённой в 2020 году переписи населения США, население города составляло 22 166 человек; это тринадцатый город штата по числу жителей.

## История
В 1894 году в Растоне открылся Луизианский технологический университет.
В 1938 году Растон привлёк к себе внимание всей страны, когда афроамериканец по имени Р. К. Уильямс (англ. R.C. Williams) был линчеван с особой жестокостью. Девятнадцатилетний Уильямс был обвинён распалённой толпой в убийстве белого мужчины и нападении на белую женщину, хотя позже было установлено, что крайне маловероятно, что Уильямс был виновен в этих или любых других преступлениях. Линчеватели схватили Уильямса и после пыток раскаленными кочергами (также подозревалась кастрация) и многочисленных выстрелов в него, его повесили на дереве. Когда местный шериф попытался остановить толпу начались угрозы и в его адрес и он отступил. Большое жюри, состоящее только из белых мужчин, позже оправдало всех линчевателей. Преступление оказало значительное и долгосрочное влияние на политику штата и страны в целом.

## География
Растон — главный город одноимённой микрополитенской статистической области, которая включает весь округ Линкольн.
По данным Бюро переписи населения США, общая площадь города составляет 18,2 квадратных миль (47 км2), из которых 18,1 квадратных миль (47 км2) приходится на сушу, а 0,1 квадратных миль (0,26 км2 / 0,44%) — на водную поверхность.